# Sequentiële ruimte
In de topologie en aanverwante deelgebieden van de wiskunde, is een sequentiële ruimte een topologische ruimte, die aan een zeer zwak aftelbaarheidsaxioma voldoet. Sequentiële ruimten zijn de meest algemene klasse van ruimten, waarvoor rijen voldoende zijn om de topologie te bepalen. Ieder sequentiële ruimte heeft een 'telbare krapte'.